# Mauricio Figueroa Garza
Mauricio Figueroa Garza (7 de noviembre de 1997) es un deportista mexicano que compite en piragüismo en la modalidad de aguas tranquilas. Ganó dos medallas de bronce en los Juegos Panamericanos de 2019.

## Palmarés internacional
| Juegos Panamericanos | Juegos Panamericanos | Juegos Panamericanos | Juegos Panamericanos |
| Año                  | Lugar                | Medalla              | Competición          |
| -------------------- | -------------------- | -------------------- | -------------------- |
| 2019                 | Lima (Perú)          | Medalla de bronce    | K2 1000 m            |
| 2019                 | Lima (Perú)          | Medalla de bronce    | K4 500 m             |